# Scorpaena russula
Scorpaena russula — вид морських скорпеноподібних риб родини Скорпенові (Scorpaenidae). Риба поширена на сході Тихого океану вздовж узбережжя Америки від Мексики до Перу. Мешкає у прибережних водах. Тіло завдовжки 9 см, максимум — до 15 см.